# Николај Богољубов
Николај Николајевич Богољубов (рус. Никола́й Никола́евич Боголю́бов; 21. август 1909 — 13. фебруар 1992) био је совјетски математичар и теоријски физичар познат по свом значајном доприносу квантној теорији поља, класичној и квантној статистичкој механици, као и теорији динамичких система. Добитник је Диракове награде 1992. године.

## Биографија

### Младост
Николај Богољубов рођен је 21. августа 1909. године у Нижњем Новгороду у Руској Империји као син свештеника Руске православне цркве и сјеменичког предавача теологије, психологије и филозофије Николаја Михајловича Богољубова и Олге Николајевне Богољубове, професорке музике. Николај је имао два млађа брата: Алексеја Николајевича Богољубова (1911 — 2004) који је био математичра, историчар науке и члан Националне академије наука, и Михаила Николајевича Богољубова (1918 — 2010), који је био лингвиста и академик Руске академије наука. Породица Богољубов преселила се у село Великаја Круча у Полтавској губернији (данашњој Полтавској области у Украјини) 1919. године, где је млади Николај Богољубов почео да изучава физику и математику. Убрзо су се преселили у Кијев 1921. године, где су наставили да живе у сиромаштву, јер је старији Николај Богољубов пронашао место свештеника тек 1923. године.
Похађао је истраживачке семинаре на Кијевском универзитету и убрзо је почео да ради под надзором познатог савременог математичара Николаја Крилова. Са 15 година, Николај Богољубов је 1924. године написао свој први објављени рад. Годину дана касније уписао је докторски програм на Академији наука Украјинске ССР и стекао диплому кандидата науке (еквивалент докторату) 1928. године у 19. години на тему директних метода варијационог рачуна. Звање доктора наука (еквивалентно хабилитацији), највиши степен звања у СССР, које захтева да прималац направи значајан самосталан допринос своме научном пољу, стекао је 1930. године.
Овај рани период Богољубовог рада у науци посвећен је математичким проблемима као што су директне методе варијационог рачуна, теорији скоро периодничних функција, методама апроксимационог решења диференцијалних једначина и динамичким системима. Ово рано истраживање му је већ донело признање. Један од његових есеја добио је награду Болоњске академије наука 1930. године, а аутор је награђен са степеном доктора математике. То је био период када је научна каријера младог Николаја Богољубова почела, а касније произвела нове научне трендове у модерној математици, физици и механици.
Од 1931. године, Крилов и Богољубов су заједно радили на проблемима нелинеарне механике и нелинеарних осцилација. Они су били кључне особе у „Кијевској школи нелинеарних истраживања осцилација”, где је њихова сарадња резултирала радом о квазипериодичним решењима једначина нелинеарне механике (1934) и књигом Введение в нелинейную механику („Увод у нелинеарну механику”, 1937) која је довела до стварања великог поља нелинеарне механике.
Посебне карактеристике приступа Кијевске школе укључују нагласак на рачунању решења (не само доказ њеног постојања), апроксимацијама периодичних решења, употреби инваријантних многострукости у фазном простору и примени једног јединственог приступа на много различитих проблема. Са тачке гледишта аутоматике, кључно достигнуће Кијевске школе је метод описне функције за анализу нелинеарних проблема управљања који су развили Крилов и Богољубов.
У периоду од 1928. до 1973. године Николај Богољубов радио је на Институту за теоријску физику Академије наука Украјинске ССР на позицији директора института од 1965. године. Предавао је на Кијевском универзитету од 1936. до 1959. године.

### У евакуацији
Након немачког напада на Совјетски Савез 22. јуна 1941. године, већина института и универзитета из западног дела Русије евакуисана је у источне крајеве, далеко од борбених линија. Николај Богољубов се преселио у Уфу, где је постао начелник одељења за математичку анализу у Уфском државном ваздухопловном техничком универзитету и на Уфском педагошком институту, остајући на тим позицијама у периоду од јула 1941. до августа 1943. године.

### Москва
У јесен 1943. године, Богољубов је дошао из евакуације у Москву, а 1. новембра 1943. године добио је радно место на Департману за теоријску физику на Московском државном универзитету Ломоносов. У то време председник Департмана је био Анатолиј Власов (за кратко време 1944. године председник је био Владимир Фок). Теоретски физичари који су радили у одјељењу у том периоду били су Дмитриј Иваненко, Арсениј Соколов и други физичари.
У периоду од 1943. до 1946. године, Богољубов истраживачки рад је у суштини био посвећен теорији стохастичких процеса и асимптотских метода. У његовом раду коришћен је једноставан пример анхармонијског осцилатора који се покреће суперпозицијом некохерентних синусоидних осцилација са континуалним спектром како би се показало да еволуција система, у зависности од временске скале специфичне апроксимације, може бити или детерминистички или стохастички процес који задовољава Фокер-Планкову једначину, или чак процес који није ни детерминистички ни стохастички. Другим речима, он је показао да се, у зависности од избора временске скале за одговарајуће апроксимације, исти стохастички процес може сматрати и динамичким и Марковљевим, а у општем случају процес који није Марковљев. Овај рад је први увео појам хијерархије времена у нееквилибријумску статистичку физику која је тада постала кључни концепт у даљем развоју статистичке теорије иреверзибилних процеса.
Богољубов је 1945. године доказао фундаменталну теорему о постојању и основним својствима једнопараметарске интегралне многострукости за систем нелинеарних диференцијалних једначина. Он је истраживао периодична и квазипериодична решења која леже на једнодимензионалној многострукости, формирајући тако основу за нову методу нелинеарне механике, метод интегралних многострукости.
У часопису Журнал Экспериментальной и Теоретической Физики („Часопис екперименталне и теоријске физике”) 1946. године објавио је два рада о равнотежној и неравнотежној статистичкој механици која је постала суштина његове фундаменталне монографије Проблемы динамической теории в статистической физике (Москва, 1946).
Николај Богољубов је 26. јануара 1953. године постао председник Департмана за теоријску физику на Московском државном универзитету, након што је Анатолиј Власов 2. јануара 1953. године одлучио да напусти овај положај.

### Институт Стеклов
Николај Богољубов је 1947. године организовао и постао председник Департмана за теоријску физику на Математичком институту Стеклов. Департман за теоријску физику је 1969. годне раздвојен у Департман за математичку физику, Департман за статистичку механику и Департман за квантну теорију поља. Током свог рада на Институту Стеклов, Николај Богољубов и његова школа допринели су науци са многим важним делима уљкучујући радове о ренормализационој теорији, ренормализационој групи, аксиоматској С-матричној теорији и радове на теорији односа дисперзије.
Крајем четрдесетих и педесетих година, Богољубов је радио на теорији суперфлуидности и суперпроводности, где је развио метод ББГКИ хијерархије за деривацију кинетичких једначина, формулисао микроскопску теорију суперфлуидности и направио друге битне доприносе. Касније је радио на квантној теорији поља, где је увео Богољубову трансформацију, формулисао и доказао Богољубову теорему „клина ивице” и Богољубов-Парасилукову теорему (са Остапом Парасилуком) и добио друге значајне резултате. Шездесетих година своју пажњу посветио је моделу кваркова хадрона; 1965. године био је међу првим научницима који су проучавали нови обојени набој квантног броја.
Изабран је за дописног члана Академије наука Совјетског Савеза 1946. године. Изабран је за пуноправног члана (академика) Академије наука Украјинске ССР и у пуноправног члана Академије наука Совјетског Савеза 1953. године.

## Публикације

### Сабрана дела
- Математика и нелинейная механика. Т. 1. Математика 1925—1990. — М.: Наука, 2005. — 776 с. —.  978-5-02-034463-1..
- Математика и нелинейная механика. Т. 2. Нелинейная механика, 1932—1940. / Н. Н. Богољубов, Н. М. Крилов. — М.: Наука, 2005. — 828 с. —.  978-5-02-034089-3..
- Математика и нелинейная механика. Т. 3. Асимптотические методы в теории нелинейных колебаний / Н. Н. Богољубов, Ю. А. Митрополски. — М.: Наука, 2005. — 605 с. —.  978-5-02-033942-2..
- Математика и нелинейная механика. Т. 4. Нелинейная механика, 1945—1974. — М.: Наука, 2006. — 432 с. —.  978-5-02-034141-8.
- Статистическая механика. Т. 5. Неравновесная статистическая механика, 1939—1980. — М.: Наука, 2006. — 804 с. —.  978-5-02-034142-5..
- Статистическая механика. Т. 6. Равновесная статистическая механика, 1945—1986. — М.: Наука, 2006. — 520 с. —.  978-5-02-034143-2..
- Статистическая механика. Т. 7. Введение в квантовую статистическую механику. Аспекты теории полярона / Н. Н. Богољубов, Н. Н. Богољубов (мл.) — М.: Наука, 2007. — 662 с. —.  978-5-02-035724-2..
- Статистическая механика. Т. 8. Теория неидеального Бозе-газа, сверхтекучести и сверхпроводимости, 1946—1992. — М.: Наука, 2007. — 642 с. —.  978-5-02-034457-0..
- Квантовая теория. Т. 9. Квантовая теория поля, 1949—1966. — М.: Наука, 2007. — 668 с. —.  978-5-02-035722-8..
- Квантовая теория. Т. 10. Введение в теорию квантовых полей / Н. Н. Богољубов, Д. В. Ширков. — М.: Наука, 2008. — 736 с. —.  978-5-02-035721-1..
- Квантовая теория. Т. 11. Общие принципы квантовой теории поля. / Н. Н. Богољубов, А. А. Логунов, А. И. Оксак, И. Т. Тодоров. — М.: Наука, 2008. — 1006 с. —.  978-5-02-035719-8..
- Квантовая теория. Т. 12. Теория элементарных частиц, 1963—1985. — М.: Наука, 2009. — 784 с. —.  978-5-02-035718-1..

### Монографије

#### Математика и нелинеарна механика
- Крилов Н. М., Богољубов H.H. Введение в нелинейную механику. — Киев: Изд-во АН УССР, 1937.
- Богољубов H.H., Митрополски Ю. А. Асимптотические методы в теории нелинейных колебаний. (3-е изд). — М.: Физматгиз, 1963.

#### Статистичка механика
- Богољубов Н. Н. О некоторых статистических методах в математической физике. — Киев.: Изд-во АН УССР, 1945.
- Богољубов Н. Н. Проблемы динамической теории в статистической физике. — М.-Л.: ОГИЗ. Гостехиздат, 1946.
- Богољубов Н. Н. Лекціï з квантовоï статистики. Питання статистичноï механіки квантових систем. — Киïв, 1949.
- Богољубов Н. Н., Богољубов Н. Н. (мл.). Введение в квантовую статистическую механику. — М.: Наука, 1984.
- Богољубов Н. Н., Толмачев В. В., Ширков Д. В. Новый метод в теории сверхпроводимости. — М.: Изд-во АН СССР, 1958.

#### Квантна теорија
- Богољубов Н. Н., Ширков Д. В. Введение в теорию квантованных полей. — М.: Наука, 1957.
- Богољубов Н. Н., Медведев Б. В., Поливанов М. К. Вопросы теории дисперсионных соотношений. — М.: Физматгиз, 1958.
- Богољубов Н. Н., Логунов А. А., Тодоров И. Т. Основы аксиоматического подхода в квантовой теории поля. — М.: Наука, 1969.
- Богољубов Н. Н., Ширков Д. В. Квантовые поля. — М.: Наука, 1980. — 3-е изд: Физматлит. 2005.  978-5-9221-0580-4..
- Богољубов Н. Н., Логунов А. А., Оксак А. И., Тодоров И. Т. Общие принципы квантовой теории поля. — М.: Наука, 1987. — 2-е изд: Физматлит. 2006.  978-5-9221-0612-2..

#### Збирке чланака и предавања
- Богољубов Н. Н. Избранные труды по статистической физике. — М.: Изд-во МГУ, 1979.
- Богољубов Н. Н. Избранные университетские лекции. — М.: Изд-во Московского университета, 2009.

### Изабрани чланци
- Н. Н. Богољубов (1946). „Кинетические уравнения”. Журнал экспериментальной и теоретической физики. 16 (8): 691—702.. .
- Н. Н. Богољубов, К. П. Гуров (1947). „Кинетические уравнения в квантовой механике”. Журнал экспериментальной и теоретической физики. 17 (7): 614—628.. .
- Н. Н. Богољубов (1947). „К теории сверхтекучести”. Изв. АН СССР. 11 (1): 77.
- Н. Н. Богољубов. (1958). „„Об одном вариационном принципе в задаче многих тел”.”. Доклады АН СССР. 119 (2): 244—246..
- Н. Н. Богољубов (1958). „О новом методе в теории сверхпроводимости”. Журнал экспериментальной и теоретической физики. 34 (1): 58.
- Н. Н. Богољубов, О. С. Парасјок (1955). „К теории умножения причинных сингулярных функций”. Доклады АН СССР. 100: 25.
- Н. Н. Богољубов, Б. Струмински, А. Тавкхелидзе. JINR Preprint D-1968, Dubna 1965.